# Карлсруе (Північна Дакота)
Карлсруе (англ. Karlsruhe) — місто (англ. city) в США, в окрузі Макгенрі штату Північна Дакота. Населення — 87 осіб (2020).

## Географія
Карлсруе розташований за координатами 48°5′28″ пн. ш. 100°36′58″ зх. д. / 48.09111° пн. ш. 100.61611° зх. д. (48.091021, -100.616221).  За даними Бюро перепису населення США в 2010 році місто мало площу 1,95 км², уся площа — суходіл.

## Демографія
Згідно з переписом 2010 року, у місті мешкали 82 особи в 36 домогосподарствах у складі 25 родин. Густота населення становила 42 особи/км².  Було 61 помешкання (31/км²).
Расовий склад населення:
| - 100,0 % — білих |

До двох чи більше рас належало 0,0 %. Частка іспаномовних становила 0,0 % від усіх жителів.
За віковим діапазоном населення розподілялося таким чином: 20,7 % — особи молодші 18 років, 67,1 % — особи у віці 18—64 років, 12,2 % — особи у віці 65 років та старші. Медіана віку мешканця становила 49,3 року. На 100 осіб жіночої статі у місті припадало 127,8 чоловіків;  на 100 жінок у віці від 18 років та старших — 140,7 чоловіків також старших 18 років.
Середній дохід на одне домашнє господарство  становив 79 017 доларів США (медіана — 69 750), а середній дохід на одну сім'ю — 87 390 доларів (медіана — 75 469). Медіана доходів становила 36 500 доларів для чоловіків та 37 750 доларів для жінок. 
Цивільне працевлаштоване населення становило 43 особи. Основні галузі зайнятості: освіта, охорона здоров'я та соціальна допомога — 20,9 %, виробництво — 16,3 %, публічна адміністрація — 11,6 %, інформація — 11,6 %.